# Thyrocopa megas
Thyrocopa megas là một loài bướm đêm thuộc họ Oecophoridae. Nó là loài đặc hữu của Oahu và Maui.
Chiều dài cánh trước khoảng 13–18 mm. Con trưởng thành bay ít nhất từ tháng 3 đến tháng 10. Màu nền của cánh trước nâu trắng rất sáng.